# Пефлоксацин
Пефлоксацин — антибіотик з групи фторхінолонів ІІ покоління для перорального та парентерального застосування.

## Фармакологічні властивості
Пефлоксацин — синтетичний антибіотик з групи фторхінолонів ІІ покоління. Діє бактерицидно, порушуючи синтез ДНК, а також впливає на синтез РНК та білків у клітинах бактерій. Препарат має широкий спектр антибактеріальної дії. До пефлоксацину чутливі такі мікроорганізми: стафілококи, стрептококи, пневмококи, клебсієли, сальмонели, шиґели, нейсерії, легіонелли, Citrobacter spp. , Escherichia coli, Enterobacter spp., Serratia spp., Haemophilus spp., Proteus (індолпозитивні), Pseudomonas spp., Morganella morganii, Yersinia spp., Brucella spp., Vibrio spp., Acinetobacter spp., Clostridium perfringens, мікоплазми, хламідії. Нечутливими до препарату є грамнегативні анаероби, туберкульозна паличка, бліда спірохета. Пефлоксацин розроблений у Франції у 1979 році та вперше допущений до застосування у клінічну практику у 1985 році.

### Фармакодинаміка
Пефлоксацин добре всмоктується з шлунково-кишкового тракту. Біодоступність препарату як при пероральному, так і парентеральному введенні, становить 100%. Пефлоксацин погано зв'язується з білками плазми крові. Максимальна концентрація в крові досягається через 1,5 години після перорального прийому, при внутрішньовенному — зразу ж по закінченні інфузії. Пефлоксацин створює високі концентрації в усіх тканинах і рідинах організму. Препарат найкраще з усіх фторхінолонів проникає через гематоенцефалічний бар'єр. Пефлоксацин проникає через плацентарний бар'єр, виділяється в грудне молоко. Препарат метаболізується в печінці, виводиться з організму переважно нирками(60%), а також із жовчю і калом. Період напіввиведення препарату становить 10,5 годин, збільшується після багаторазового застосування і не залежить від ступеня ураження нирок.

## Показання до застосування
Пефлоксацин застосовується при інфекціях, викликаних чутливими до препарату збудниками: інфекції дихальних шляхів (хронічний бронхіт, муковісцидоз, госпітальна пневмонія); інфекції сечостатевих органів (включно простатит); інфекції ЛОР-органів; інфекції кісток і суглобів (включно остеомієліт, викликаний грамнегативними мікроорганізмами); інфекції шкіри і м'яких тканин; інфекції черевної порожнини і жовчевивідних шляхів; важкі бактеріальні інфекції травного тракту; сепсис і ендокардит; менінгіт; гонорея; профілактика післяопераційних інфекцій; лікування і профілактика інфекцій у пацієнтів з порушенням імунітету.

## Побічна дія
При застосуванні пефлоксацину можливі наступні побічні ефекти:
- Алергічні реакції — нечасто (0,1—1%) висипання на шкірі, свербіж шкіри, бронхоспазм, фотодерматоз, кропив'янка, синдром Стівенса-Джонсона, синдром Лаєлла, анафілактичний шок.
- З боку травної системи — часто (1—10%) нудота, блювота, зміна смаку, діарея; нечасто кандидоз ротової порожнини; дуже рідко (менше 0,01%) псевдомембранозний коліт.
- З боку нервової системи — часто (1—10%) головний біль, запаморочення; нечасто (0,1—1%) збудження, галюцинації, судоми, психоз, підвищення внутрішньочерепного тиску, парестезії, безсоння.
- З боку сечовидільної системи — нечасто (0,1—1%) кристалурія, гематурія, інтерстиціальний нефрит, гостра ниркова недостатність.
- З боку серцево-судинної системи — нечасто (0,1—1%) тахікардія; рідко (0,01—0,1%) подовження інтервалу QT на ЕКГ.
- Зміни в лабораторних аналізах — часто (1—10%) збільшення рівня в крові білірубіну, підвищення активності трансаміназ і лужної фосфатази; нечасто (0,1—1%) лейкопенія, тромбоцитопенія, еозинофілія, агранулоцитоз, панцитопенія, анемія, підвищення рівня в крові сечовини і креатиніну,.
- Місцеві реакції — нечасто флебіт у місці введення.
- З боку опорно-рухового апарату — часто (1—10%) міалгії, артралгії, артропатії; нечасто (0,1—1%) тендініт; у поодиноких випадках — розрив сухожилля. Згідно даних французьких вчених, ризик розвитку розриву сухожилля при застосуванні пефлоксацину є найвищим із усіх препаратів групи фторхінолонів.[4][5]

## Протипокази
Пефлоксацин протипоказаний при підвищеній чутливості до фторхінолонів, епілепсії, недостатності глюкозо-6-фосфатдегідрогенази, при печінковій і нирковій недостатності важкого ступеня, при вагітності та годуванні грудьми, дітям до 18 років.

## Форми випуску
Пефлоксацин випускається у вигляді таблеток по 200 та 400 мг), ампул по 5 мл 8% розчину і концентрату для приготування розчину для інфузій по 5 мл(400 мг).